# Округ Досон (Небраска)
Округ Досон (енгл. Dawson County) је округ у америчкој савезној држави Небраска.

## Демографија
По попису из 2010. године број становника је 24.326, што је 39 (-0,2%) становника мање него 2000. године.
| Група             | 2000.          | 2010.          |
| Белци             | 17.746 (72,8%) | 15.464 (63,6%) |
| Афроамериканци    | 76 (0,3%)      | 744 (3,1%)     |
| Азијати           | 161 (0,7%)     | 140 (0,6%)     |
| Хиспаноамериканци | 6.178 (25,4%)  | 7.746 (31,8%)  |
| Укупно            | 24.365         | 24.326         |